# وليم جون هاملتن
وليم جون هاملتن (بالإنجليزية: William John Hamilton)‏ هو عالم جيولوجيا انجليزى ولد في ويشهو في لاناركشاير (05 جويلية 1805-27 جوان 1867).
ابوه هو وليم ريتشرد هاملتن (1777-1859)
درس في مدرسة شارترهاوس ثم في جامعة غوتنغن.
أصبح عضوا في جمعية لندن الجيولوجية في 1831
في 1835 بدا بزيارة المشرق ومنها اسيا الصغرى وأرمينيا وكتب عن تحرياته وابحاثه هناك
تمكن اثناء ذلك من تسلق جبل ارجياس بنجاح في 1837 ويعتبر هذا النجاح الأولى من نوعه المعروف تاريخيا.
أصبح رئيس الجمعية الجيولوجية بين 1854-1866 ثم عضوا في البرلمان بعد ذلك.
قام بجولات في فرنسا وبلجيكا وإيطاليا وألمانيا وقام بدراسة صخورها ومعادنها.